# سیارک ۷۴۹۲
سیارک ۷۴۹۲ (به انگلیسی: 7492 Kacenka، نامگذاری:1995UX) هفت هزار و چهارصد و نود و دومین سیارک کشف شده‌است که در ۲۱ اکتبر ۱۹۹۵ کشف شد.
قدر مطلق سیارک برابر ۱۵٫۰۰ است.